# Thomas Dekker (Dramatiker)

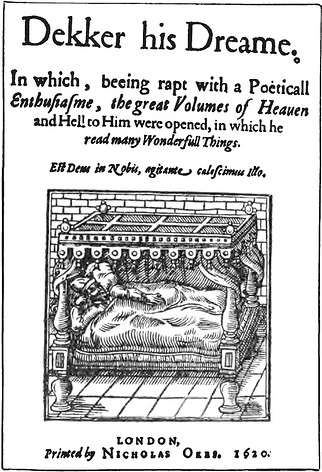
Titelblatt von Dekker his Dreame (1620)

Thomas Dekker, auch Thomas Decker oder Thomas Dekkar, (* um 1572 in London; † 25. August 1632 ebenda) war ein englischer Dramatiker.

## Leben und Werk
Obwohl Dekker zu den gewandten Vielschreibern des elisabethanischen und jakobäischen Theaters zählt, ist nach dem derzeitigen Stand der Forschung über seine Kindheit und Jugend kaum etwas gesichert. Dekkers Name taucht erstmals in dem Geschäftsbuch des Theaterbesitzers und -managers Philip Henslowe als Autor auf, für den er vermutlich wegen seiner Schulden gezwungen war, in rascher Folge und teilweise in Mitautorenschaft mit anderen Verfassern Stücke für die Schauspieltruppe der Admiral’s Men zu schreiben.
Er begann in den letzten Regierungsjahren von Königin Elisabeth I. Stücke zu verfassen und konnte 1595 mit seinem Stück Old Fortunatus or the wishing-cap debütieren. In seinen Theaterstücken setzte er die Tradition vor allem George Peeles und der University Wits, d. h. der an den Universitäten von Cambridge und Oxford akademisch ausgebildeten, sogenannten gelehrten Autoren, fort, orientierte sich jedoch stärker an dem Geschmack des bürgerlichen Theaterpublikums. Dekkers Dramen sind dabei in der Regel episodisch aufgebaut und enthalten eine Mischung sentimentaler, folkloristischer und farcenhafter Elemente.
Mit seinem Erstwerk Old Fortunatus or the wishing-capkam zugleich auch der künstlerische Durchbruch, so dass bald auch andere Komödien von ihm inszeniert wurden; z. B. Phaeton (1597) oder The honest whore (1598).

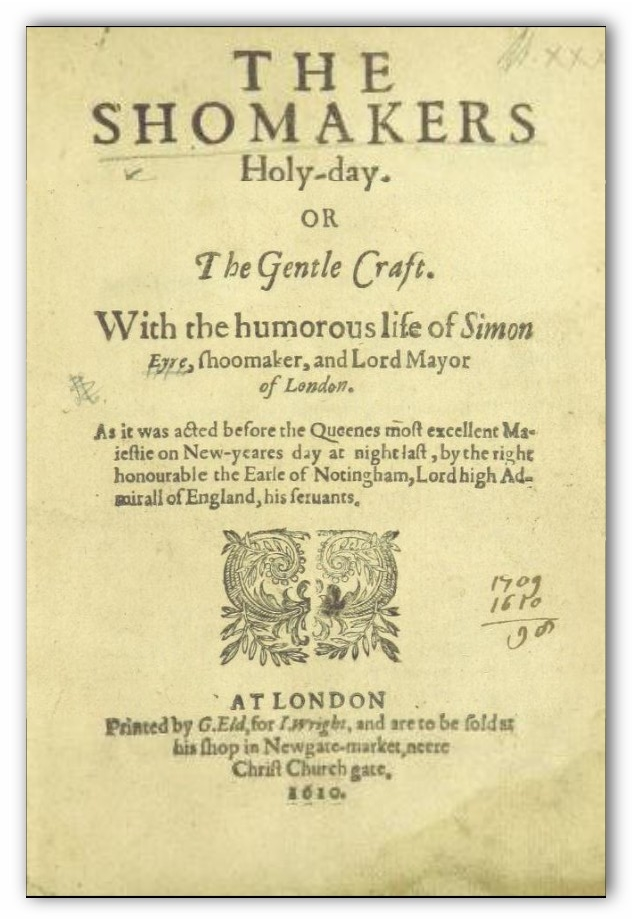
Titelseite der Ausgabe von The Shomakers Holy-day 1610

Als Dekkers Meisterwerk gilt seine Komödie The shoemaker’s holi-day, die im Londoner Handwerkermilieu angesiedelt ist, und sowohl realistische wie auch sentimentale Szenen mit patriotischem Pathos verknüpft.
Von Anfang an wirkte Dekker in Mitverfasserschaft zusammen mit anderen zeitgenössischen Theaterschriftstellern wie Ben Jonson, John Marston, Philip Massinger, Thomas Middleton, William Rowley oder John Webster. Dies führte dazu, dass die Autorenschaft einzelner Texte heute nicht mehr zweifelsfrei geklärt werden kann.
Während Dekker zu Beginn seiner literarischen Karriere vornehmlich alte Stücke umschrieb und mit anderen zeitgenössischen Dramatikern zusammenarbeitete, verfasste er zwischen 1598 und 1602 acht bis neun eigene Werke und etwa 25 weitere Stücke als Mitautor. Das Gesamtwerk Dekkers, das teilweise verloren gegangen ist, wird auf mehr als 110 Dramen und Maskenspiele geschätzt. Daneben verfasste er zahlreiche Gedichte und Erzählungen sowie Pamphlete.
Mit der Figur des Crispinus in seinem Stück Poetaster (1601) verspottete Jonson seinen Kollegen Dekker; bekam es aber von diesem mit dessen Stück Satiromastix (1601/1602), das er gemeinsam mit John Marston verfasste, mit gleicher Münze heimgezahlt in dem Streit, der als „the poets’ war“ oder auch „the War of the Theatres“ in die Annalen der Theatergeschichte einging. Er nutzte hierfür die Bezeichnung Poetomachia.

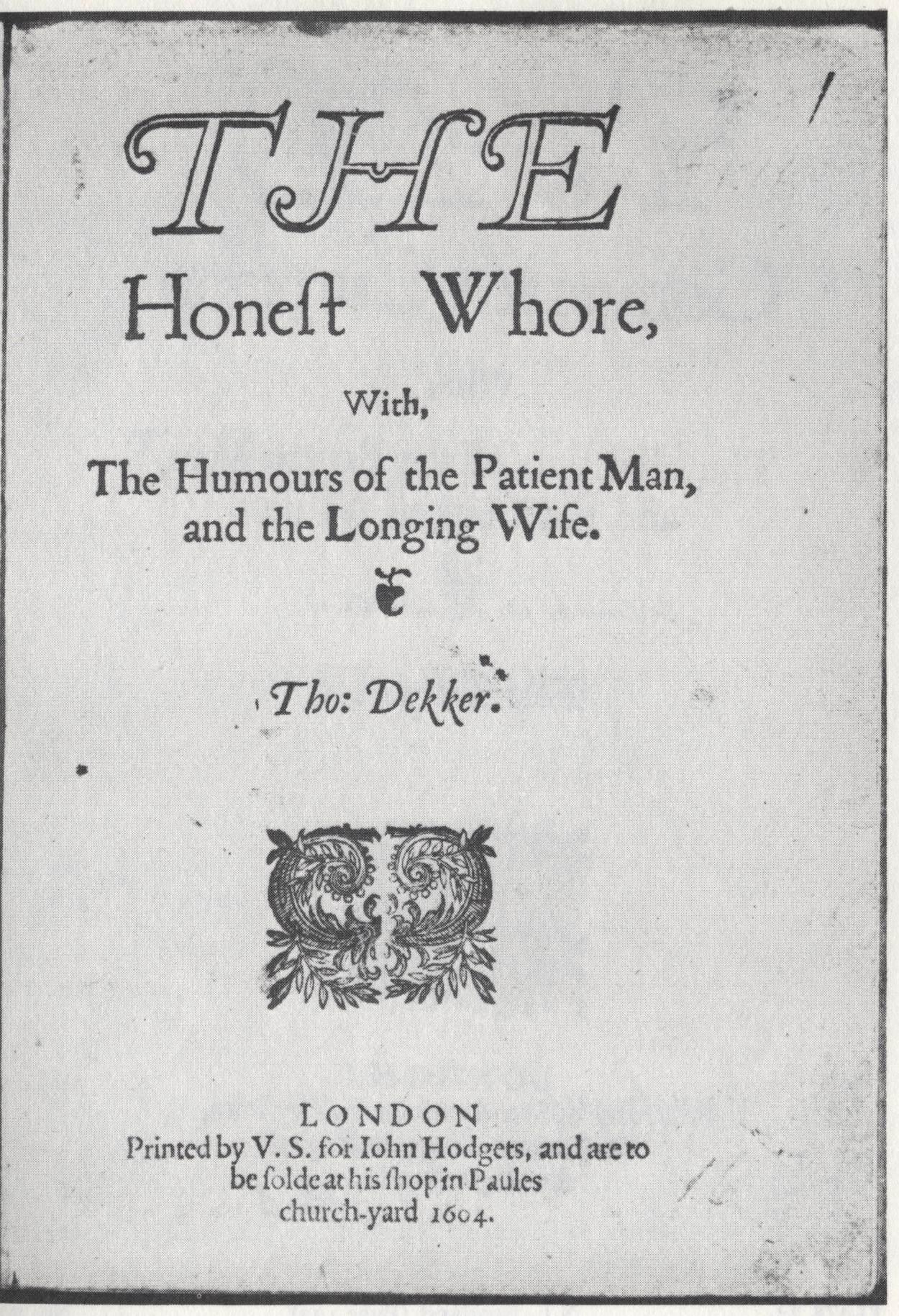
Titelblatt der Quarto-Ausgabe des ersten Teils von The Honest Whore 1604

Später arbeitete Dekker vor allem mit Anthony Munday, Thomas Middleton und John Webster zusammen und verfasste Theaterstücke in den unterschiedlichsten Gattungsformen, von der Tragikomödie bis hin zur Sittenkomödie. Einen größeren Publikumserfolg erzielte er besonders mit seiner Komödie The Honest Whore. Während er den ersten Teil vermutlich zusammen mit Thomas Middleton verfasste, entstand der folgende zweite Teil unter seiner alleinigen Autorenschaft.
Bereits 1603 schrieb Dekker zusammen mit Jonson anlässlich der Krönungsfeierlichkeiten zu Ehren Königs Jakob I. The magnificent entertainment given to King James upon his passage through London.
Zu den bekannteren Prosawerken und Pamphleten Dekkers zählen Schriften wie The wonderful year (1603), The bellman of London (1608) oder The Gull's hornbook or fashions to please all sorts of gulls (1609).
In The Wonderful Year (1603) thematisierte Dekker die Pestverheerungen im gleichen Jahr; in The Seven Deadly Sins of London (1606) setzte er sich mit den zeitgenössischen Untugenden und Vergehungen auseinander. Mit The bellman of London (1608) verfasste er eine beliebte Verbrecher- und Vagabundenbiografie.
Popularität erlangte Dekker 1598 auch mit seinem Gedicht Canaan’s Calamity, in dem er das zur damaligen Zeit beliebte Sujet der Eroberung von Jerusalem während der Kreuzzüge aufgriff.
Dekkers Werke zeichnen sich vor allem durch überzeugende Charaktergestaltung und lebendige Szenen aus, wohingegen der Aufbau seiner Stücke zum Teil weniger geglückt erscheint. In seinen Pamphleten finden sich durchaus realistische Beschreibungen zeitgenössischer Geschehnisse und Sitten. das bekannteste unter seinen Pamphleten ist The Gull’s hornbook, das einen Tag im Leben eines jungen Gecken beschreibt.
Nach einer langen Phase des Schweigens, die Dekker wahrscheinlich im Schuldgefängnis zubrachte, begann er wieder für die Bühne zu schreiben, insbesondere in Zusammenarbeit mit John Ford und William Rowley. Als Autor oder Mitverfasser von über 40 überlieferten und ihm mit hoher Gewissheit zurechenbaren Stücken zählte Dekker zu den produktivsten Theaterautoren seiner Zeit. Seine Prosawerke mit ihren realistischen, satirischen oder komischen Berichten über zeitgenössische Ereignisse und Umstände machten ihn zu einem der Vorläufer oder Wegbereiter für die moderne Reportage.
Im Alter von ungefähr 60 Jahren starb der Schriftsteller Thomas Dekker, vermutlich verschuldet und verarmt, am 25. August 1632. Seine letzte Ruhestätte fand er auf dem Friedhof St. James in Clerkenwell.
Es dauerte noch ca. vierzig Jahre, bis sich ein Herausgeber einer ersten Gesamtausgabe von Thomas Dekker fand.

## Werkausgaben
- The Non-Dramatic Works of Thomas Dekker. Hrsg. von Alexander Balloch Grosart. 5 Bände. London 1884–86. (Neuauflage Russel & Russel Verlag, New York 1963).
- The Dramatic Works of Thomas Dekker. Hrsg. von Fredson Thayer Bowers. 4 Bände. Cambridge University Press 1953–61. (Neuauflage CUP 2009).
  - 1. – The shoemaker's holiday. Old fortunatus. Patient Grissil. Satiromastix. Sir Thomas Wyatt. ISBN 0-521-21786-5.
  - 2. – The honest whore. The magnificent entertainment. Westward Ho. Northward Ho. The whore of Babylone. ISBN 0-521-21894-2.
  - 3. – The roaring girl. If this be not a good play. The devil is in it. Troia nova triumphans. Match me in London. The virgin martyr. The witch of Edmonton. The wonder of a kingdom. ISBN 0-521-22336-9.
  - 4. – The sun's darling. Britannia's honor. London's tempe. Lust's dominion. The noble spanish soldier. The welsch embassador. ISBN 0-521-22506-X.

## Musik
Im Jahr 1969 nahm die Band The Beatles für ihre LP Abbey Road das Lied Golden Slumbers auf. Die Musik stammt von Paul McCartney, den Text übernahm er von einer Ballade Dekkers. Auf dem Gedicht Dekkers beruht ein gleichnamiges altes viktorianisches Lied. McCartney verfügte über ein Buch mit Werken von Dekker. John Lennon sagte dazu: „That’s Paul, apparently from a poem he found in a book, some eighteenth-century book where he just changed the words here and there.“